# Rothmannia fischeri
Rothmannia fischeri är en måreväxtart som först beskrevs av Karl Moritz Schumann, och fick sitt nu gällande namn av Arthur Allman Bullock och Anna Amelia Obermeyer. Rothmannia fischeri ingår i släktet Rothmannia och familjen måreväxter.

## Underarter
Arten delas in i följande underarter:
- R. f. fischeri
- R. f. moramballae
- R. f. verdcourtii